# اعتیاد به عشق

عشق مقدس و عشق پست٬ اثری از جیوانی باگلیونی٬ نقاش ایتالیایی قرن شانزدهم

اعتیاد به عشق (به انگلیسی: Love Addiction)یک رویه رفتار انسانی است که در آن افراد به احساس عاشق بودن  معتاد می‌شوند. معتادان به عشق ممکن است به گونه‌های متفاوت بسیاری رفتار کنند. اعتیاد به عشق معضلی شایع است؛ با این حال ، بیشتر معتادان به عشق متوجه نمی‌شوند که آن‌ها معتاد به عشق شده‌اند. اعتیاد به عشق را می‌توان با تکنیک‌های بازپروری مختلفی بهبود بخشید  که اکثراً  شبیه به درمان بسیاری اعتیادهای دیگر مانند اعتیاد به رابطه جنسی و اعتیاد به الکل هستند٬ از طریق جلسات گروهی و گروه‌های حمایت از درمان. «عشق اعتیاد آور» اصطلاح فراگیری است که در خود شامل معانی دیگری همچون"معتاد"٬ "هم‌معتاد"، " هم‌وابسته"، "ولع عاطفی" و "عشق اجتنابی" می‌باشد.
متخصصان بهداشت و درمان هنوز به  توافقی در مورد اینکه آیا اعتیاد به عشق وجود دارد  یا  نه  و این‌که اگر وجود دارد ، چگونه باید به توصیف و تشخیص این پدیده پرداخت٬ نرسیده‌اند. لازم به ذکر است که در  راهنمای تشخیصی و آماری اختلال‌های روانی، که توسط انجمن روان‌پزشکی آمریکا منتشر می‌شود و به‌طور گسترده به توصیف اختلالات شناخته شده روانی می‌پردازد٬ اشاره‌ای به اختلال اعتیاد به عشق نشده است.

## علائم اعتیاد به عشق
- درصورت تایید شدن توسط دیگران احساس خوبی نسبت به خودشان پیدا می کنند.
- توجه و تمرکز آن ها بیشتر از این که صرف خودشان باشد صرف محبت کردن به طرف مقابل می شود.
- معمولا سعی در کنترل کردن طرف مقابل دارند.
- سرگرمی های دیگران را به سرگرمی ها و تفریحات خودشان ارجحیت می دهند.
- معمولا در تشخیص احساس دیگران بهتر از تشخیص احساس خودشان عمل می کنند.
- آرزوهای آن ها مربوط به خودشان نیست و برای دیگران آرزو می کنند.
- در بیان عقاید خودشان احساس ترس می کنند.
- با تمام شدن یک رابطه عشقی، به سرعت وارد رابطه دیگری می شوند.
- در بیرون آمدن از روابط آزاردهنده مشکل دارند.
- در تعریف اهداف زندگی مشکل دارند.
- با فاصله گرفتن از شریک عاطفی شان دچار احساس گناه می شوند.
- بودن در اجتماع بدون شریک عاطفی برای آن ها دشوار است.
- از اعتماد به دیگران در روابط عاطفی می ترسند.
- خشم پنهان در آن ها از کودکی وجود دارد.
- رابطه عاطفی را جزو نیازهای اولیه انسان می دانند.[۱]

## ترک اعتیاد به عشق
اولین قدم برای درمان هر چیز، پذیرفتن مشکل است. در این موضوع هم باید قبول داشته باشید که دچار اعتیاد به عشق هستید و در صورت نیاز، می توانید برای تشخیص به یک روانشناس خوب مراجعه کنید. وقتی که مشکل را پیدا کردید باید کاملا خواسته قلبی برای ترک آن پیدا کنید و پس از آن به مراحل ترک اعتیاد به عشق وارد شوید.

## مراحل ترک اعتیاد به عشق
مرحله ی اول ترک اعتیاد عاطفی:
اعتیاد به عشق تنها باعث ایجاد احساسات ناخوشایند بعد از جدایی نمی شود بلکه می تواند آینده و دوام رابطه ای را که اکنون در آن هستید نیز تهدید کند.
اولین گام در مقابله با اعتیاد عاطفی این است که متوجه شوید شما یک  معتاد به عشق هستید. برای اینکه بتوانید از اعتیاد عاطفی رهایی پیدا کنید لازم است دلایلی را که پشت این مسئله قرار دارد پیدا کرده و آن ها را از بین ببرید. بعضی از این دلایل به شرح زیر است:
- کمبود اعتماد به نفس: فقدان اعتماد به نفس باعث می شود نیاز شدید به تایید از طرف دیگران احساس کنید و همواره در پی فردی باشید که بتواند به شما احساس ارزشمند بودن القا کند.(نگاه کنید به ایجاد اعتماد به نفس)
- مشکلات حل نشده: مسائل و مشکلات حل نشده در زندگی باعث شکل گیری خلق و خوی بد در افراد شده و این حالات بد احساسی فرد را به سمت اعتیاد به رابطه سوق می دهد. در چنین مواردی فرد تنها برای رهایی از احساسات ناخوشایند خود وارد رابطه ی عاطفی می شود.
- رد شدن: یکی دیگر از مواردی که اعتیاد به عشق را در افراد شکل می دهد رد شدن توسط دیگران است. در این مورد فرد برای تایید شدن و مورد قبول بودن توسط دیگران به اولین شخصی که به او ابراز علاقه کند جواب مثبت می دهد.
- باورهای نادرست در مورد عشق: بعضی مردم عشق را راه حلی برای حل مشکلات زندگی می بینند و به محض اینکه احساسات بد و ناخوشایند به سراغشان بیاید وارد رابطه ی عاطفی می شوند.

دلایل بسیار زیاد دیگری نیز می توانند باعث شکل گیری اعتیاد به عشق و رابطه ی رمانتیک بشوند که نمی توان همه ی آن را در این مقاله گنجاند. اعتیاد عاطفی ممکن است بنابر دلایل مختلفی در افراد به وجود آید و اولین قدم برای ترک آن شناخت همین دلایل است.
مرحله ی دوم ترک اعتیاد عاطفی:
هنگامی که دلیل شکل گیری اعتیاد عاطفی در خود را متوجه شدید مرحله ی دوم آغاز می شود.
فرض کنید اعتیاد عاطفی شما نتیجه ی مستقیم شکل گیری خلق و خو و احساسات ناخوشایند ناشی از مشکلات زندگیتان باشد.
در چنین موردی لازم است به جای برقراری رابطه و فرار از مشکلات با آن ها رو به رو شوید. باید عادت های بد و نادرست خود را از بین برده و اجازه ندهید همه ی مشکلاتتان روی هم انباشته شوند.
هر دلیلی که برای شکل گیری اعتیاد به عشق و رابطه در خود پیدا کردید قدم ذوم رو به رو شدن و مقابله با آن است. اگر این دلیل کمبود اعتماد به نفس باشد برای تقویت اعتماد به نفس در خود تلاش کنید. اگر این دلیل تنهایی است در مورد راه های مقابله با آن مطالعه کنید و اگر به دلیل رد شدن توسط دیگران درگیر اعتیاد به رابطه ی رمانتیک شده اید سعی کنید ریشه ی این رد شدن ها را پیدا کرده و آن را از میان بردارید.
اگر برای درمان اعتیاد به عشق در خود تصمیم جدی دارید باید در طول این مسیر شجاع و با جسارت رفتار کنید. باید به طور جدی با هر چیزی که زندگی شما را به عوامل دیگری جز خوذتان مانند رابطه و یا عشق وابسته می کند مبارزه کرده و هنگام بروز سختی ها از برقراری رابطه ی عاطفی خودداری کنید.